# ホルヘ・ボラーニョ
ホルヘ・ボラーニョ（Jorge Eladio Bolaño Correa、1977年4月28日 - 2025年4月6日）は、コロンビアの元サッカー選手。元コロンビア代表。ポジションはミッドフィールダー。

## 来歴
1995年10月にコロンビア代表デビュー。1998 FIFAワールドカップのメンバーにも選ばれ、1試合に出場した。1999年から多くの試合に出場、コパ・アメリカ1999、2000 CONCACAFゴールドカップにも出場、CONCACAFゴールドカップでは準優勝した。2003年までに36試合に出場、1得点をあげた。
2025年4月6日、ククタでの親戚の誕生日パーティーの出席中に心臓発作により死去。47歳没。

## 代表歴

### 出場大会
- コロンビア代表
  - 1998 FIFAワールドカップ

### 試合数
- 国際Aマッチ 36試合 1得点（1995年-2003年）[1]

| コロンビア代表 | 国際Aマッチ | 国際Aマッチ |
| 年             | 出場        | 得点        |
| -------------- | ----------- | ----------- |
| 1995           | 1           | 0           |
| 1996           | 1           | 0           |
| 1997           | 3           | 0           |
| 1998           | 3           | 0           |
| 1999           | 11          | 1           |
| 2000           | 12          | 0           |
| 2001           | 3           | 0           |
| 2002           | 0           | 0           |
| 2003           | 2           | 0           |
| 通算           | 36          | 1           |